# Кулеврина

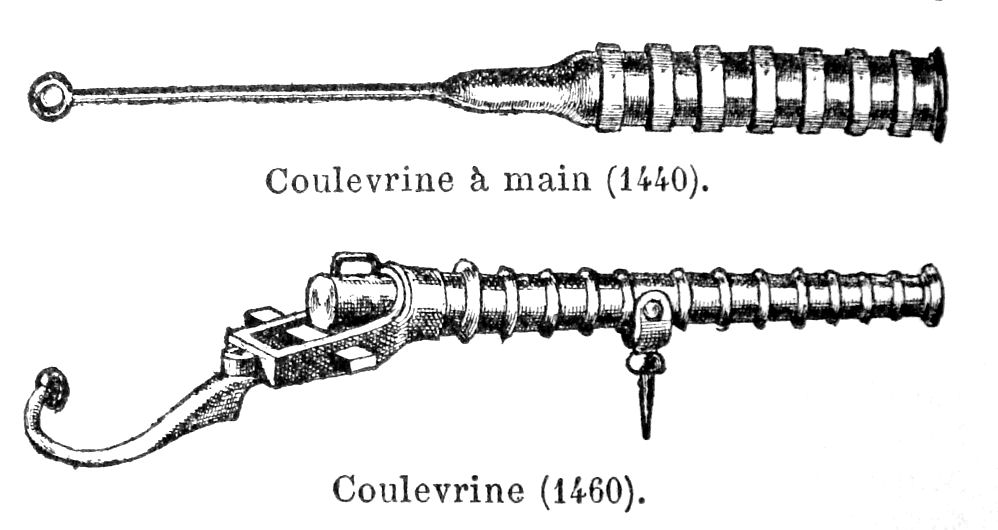
Кулеврины

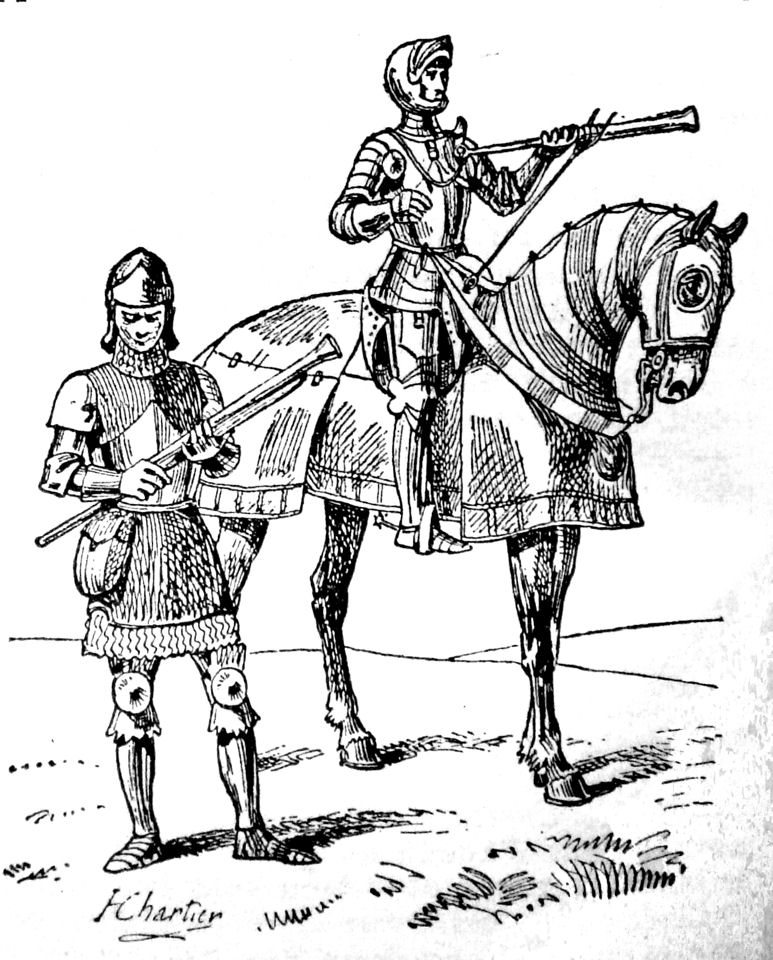
Кулевринеры XV века — пехотинец и конный стрелок

Кулеври́на (от фр. couleuvre — «уж» и couleuvrine — «змеевидный», что в свою очередь восходит к лат. colubrinus — «змеевидный») — огнестрельное оружие, бывшее предшественником аркебузы, мушкета и лёгкой пушки. 
Название, вероятно, произошло от конструкции, в которой для прочности ствол, выкованный из железных или медных полос, прикреплялся к деревянной ложе посредством не более чем пяти колец. Ложа для облегчения веса могла делаться с продольными желобками на прикладе и шейке. Калибр варьировался от 12,5 до 22 мм, длина — от 1,2 до 2,4 м. Вес кулеврины в зависимости от применения в качестве ручного или легкого полевого орудия колебался от 5 до 28 кг. Рыцарские доспехи кулеврины пробивали с дистанции 25-30 метров. 
В России кулеврине соответствовала пищаль, в Германии — «шланг» (от нем. Schlange — «змея») (правда, некоторые пищали конструктивно уже были ближе к аркебузе. Пищалями на Руси позже также называли и аналоги аркебузы). Применялась для поражения живой силы противника с близкого расстояния. Кулеврины производились как стационарные, так и переносные. Использовалась с XV по XVIII век как стрелковое или легкое артиллерийское оружие. Переносные кулеврины впоследствии были вытеснены аркебузой.

## Ручные кулеврины

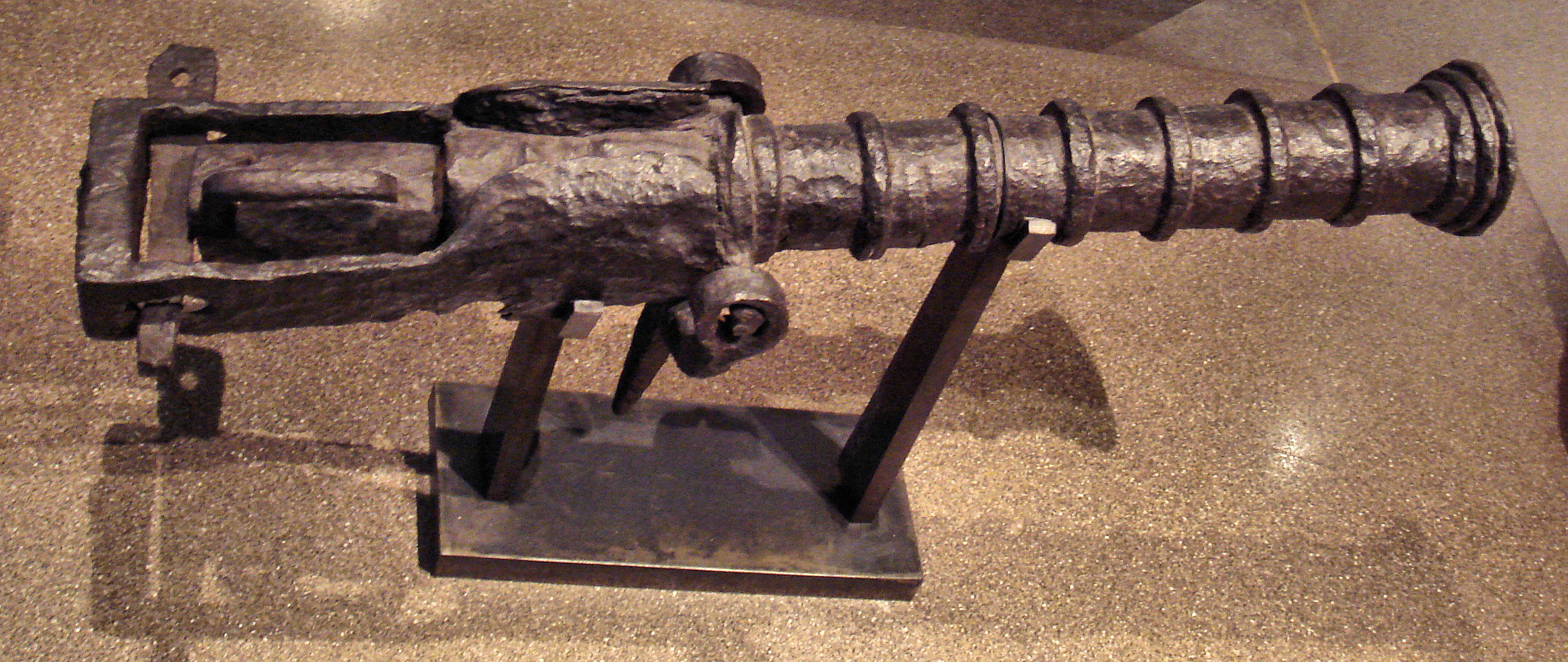
«Убийца». Французская кулеврина, 1410 г.

Ручными кулевринами уже пользовались во время династии Юань (1271 — 1368), о чем есть свидетельства об их применении в 1332 году. Ручные кулеврины (в России — пищали) впервые появляются около 1339 года. Французская армия берет кулеврины на вооружение приблизительно в 1410-х годах. 1428 годом датируется их применение во время осады Орлеана английскими войсками. 
Ручные кулеврины представляли собой длинные гладкоствольные трубки (иногда шести- или восьмигранные), с «хвостом» на конце, приблизительно в 1 метр длиной, стрелявшие свинцовыми пулями. В казённой части имелось отверстие для пороха и фитиля, при стрельбе «хвост» кулеврины полагалось держать под мышкой или упирать в землю.
Для стрельбы требовались обычно два человека — заряжающий, заряжавший оружие и подносивший фитиль, и наводчик стрелок — кулевринёр, — державший и наводивший орудие.
Оружие это было ещё весьма несовершенным и, как следствие: было довольно громоздким и тяжёлым, требовало достаточно большого времени для подготовки и наведения, в дождливую или снежную погоду фитили часто гасли (так что их приходилось носить под шляпами), также часты были осечки или задержка в стрельбе. Меткость и, особенно, дальность стрельбы также оставляли желать лучшего.

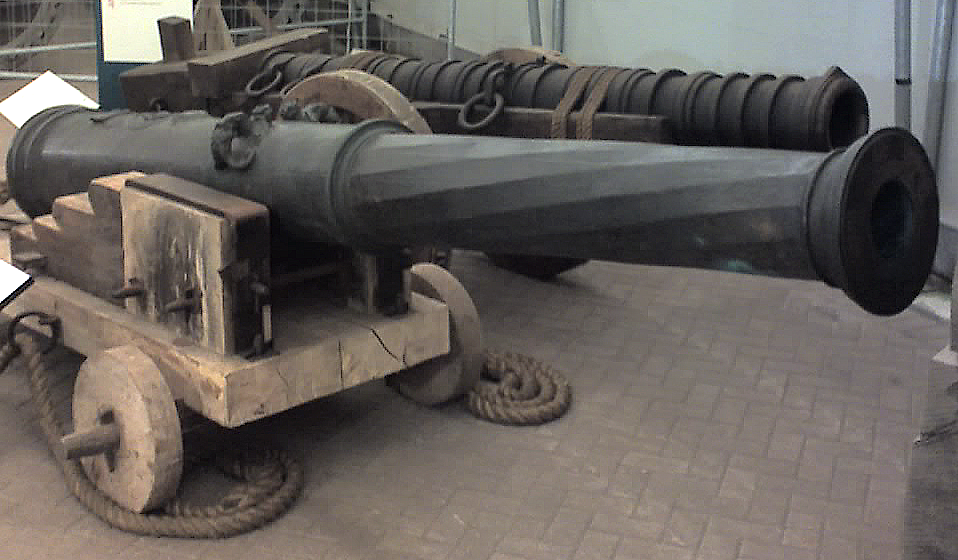
Бронзовая корабельная кулеврина XVI века

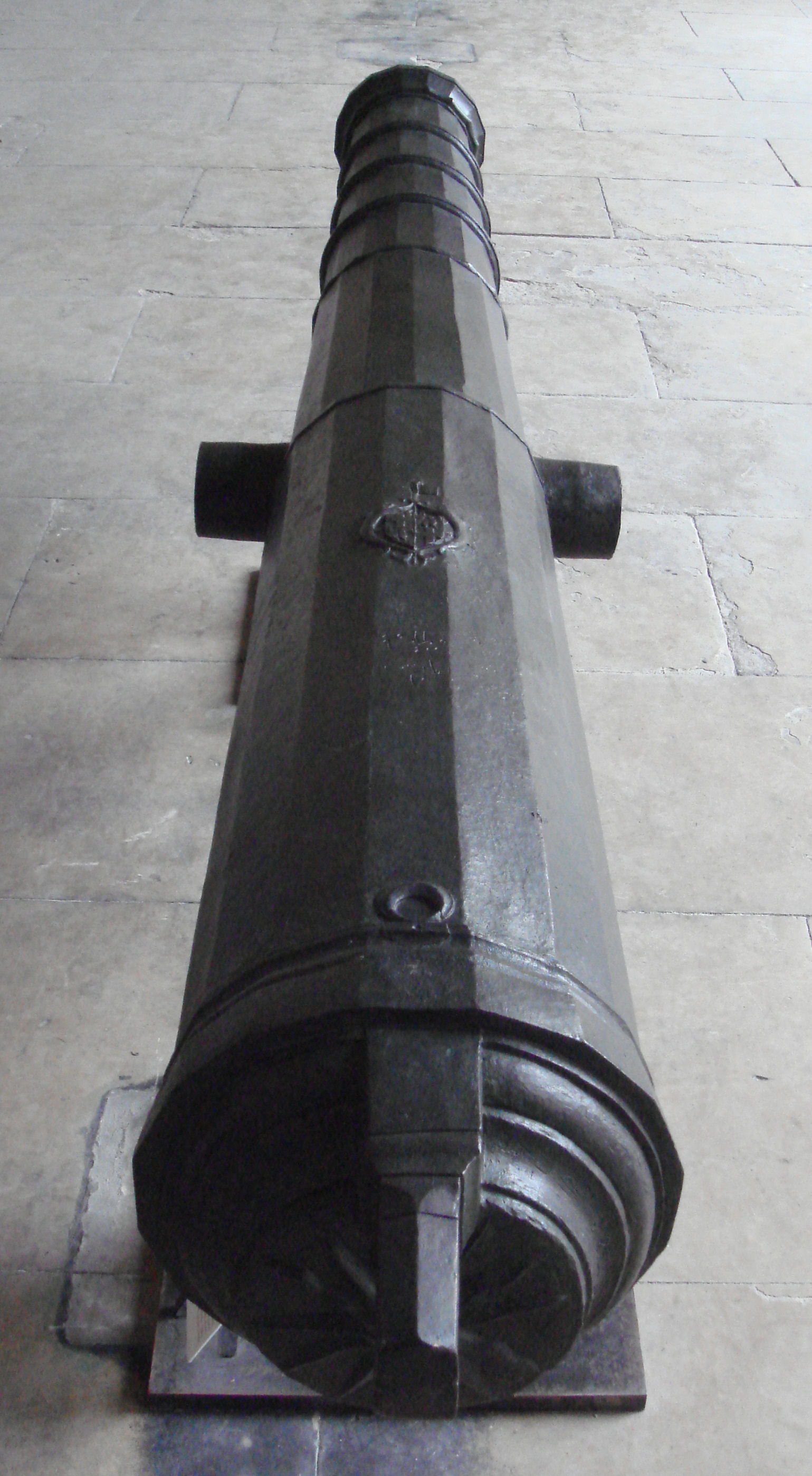
Кулеврина, бывшая на вооружении защитников Родоса в 1522 г. (сейчас находится в Музее армии в Париже)

К концу XIV века ручные кулеврины были впервые усовершенствованы — вместо отверстия к стволу кулеврины сбоку приделали полочку для пороха с крышкой на шарнире.
В 1482 году ложе кулеврины стало не прямым, а изогнутым как у арбалета, что также облегчило стрельбу. При выстреле его стали класть на плечо.
В 1525 году стрельба облегчилась тем, что пороховую мякоть и порошок, постоянно прилипавший к стенкам и плохо воспламенявшийся, заменили зерновым порохом.
В дальнейшем ручная кулеврина окончательно вышла из употребления, уступив место более совершенному стрелковому оружию — ручной аркебузе и мушкету.

## Лёгкие пушки

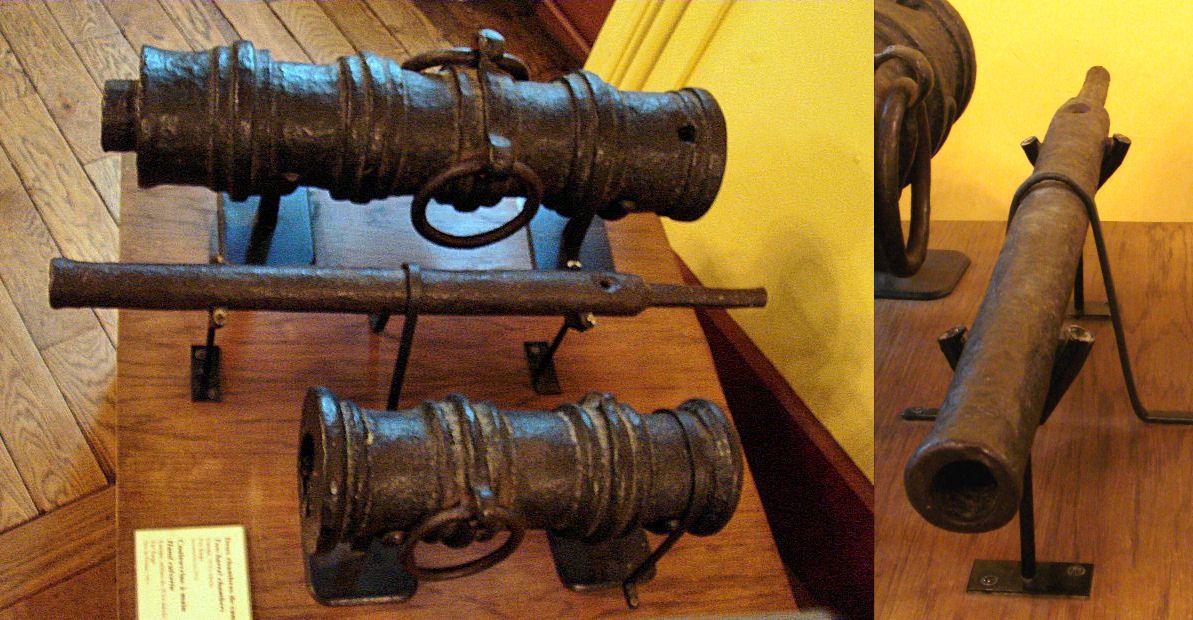
Ручная кулеврина и лёгкие пушки. XV век

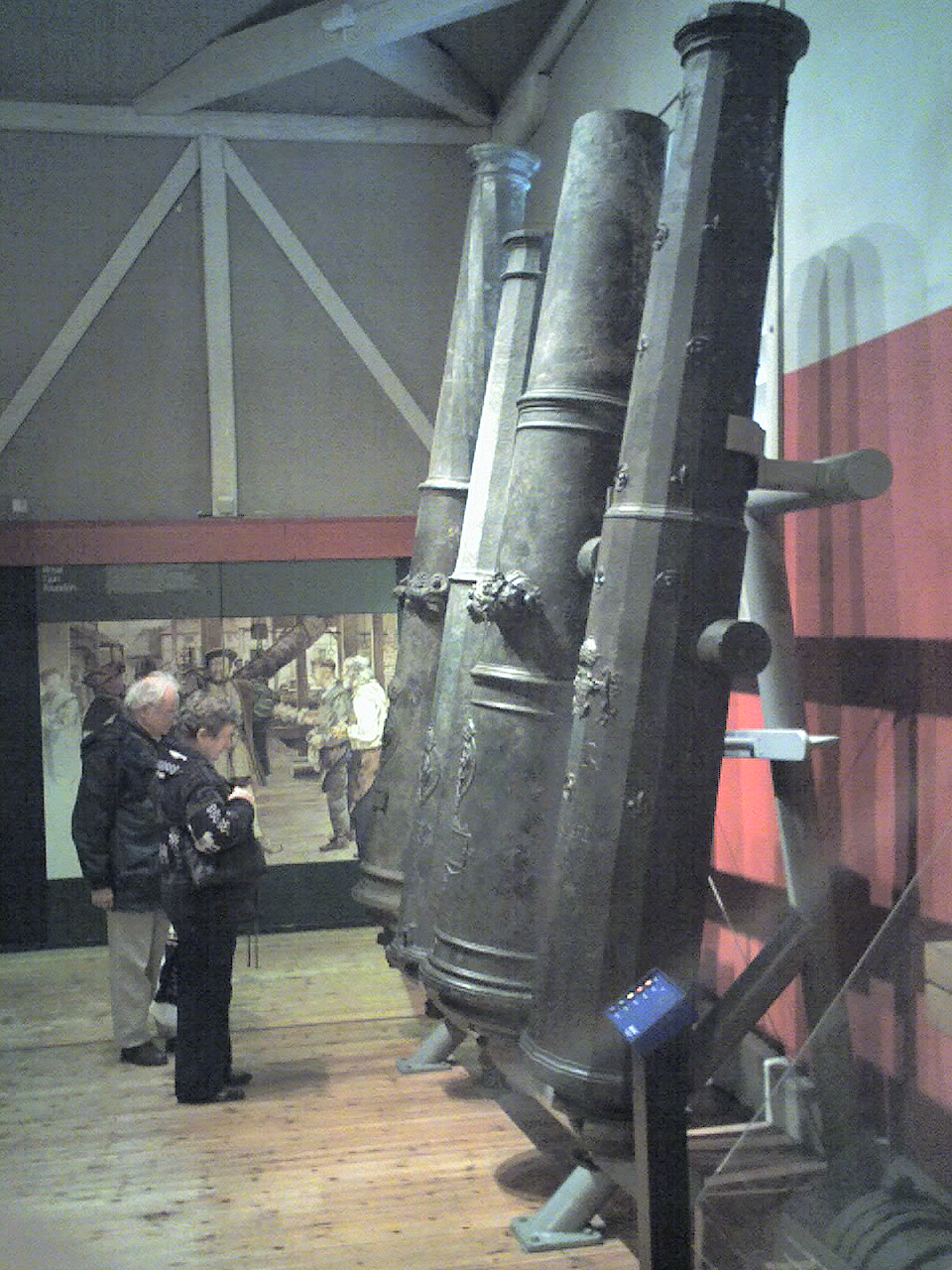
Средние кулеврины и полупушки (пушка с укороченным стволом) из бронзы. Музей корабля «Мэри Роуз» в Портсмуте. Англия, XVI век

Другим направлением эволюции кулеврины было её постепенное превращение в полноценное артиллерийское орудие за счёт увеличения размеров и веса, и в связи с тем — необходимости стрельбы со станка. Станковые кулеврины стреляли каменными или железными ядрами, и также обслуживались расчётом из двух солдат.
Большие кулеврины часто украшались с казённой части гербом сеньора и имели собственные имена.
Станковые кулеврины разделялись на три основных подтипа (в зависимости от своих размеров):
- Экстраординарная кулеврина могла иметь калибр до 5½ дюймов (140 мм), длину в 32 калибра (то есть 4,5 м), и вес порядка 2200 кг. Подобное орудие могло метать ядра диаметром до 135 мм и весом до 20 фунтов (9,1 кг).
- Ординарная кулеврина при том же калибре имела более короткий ствол — 3,6 м (25 калибров), и весила порядка 2000 кг. Ядро имело диаметр в 140 мм и весило около 7,9 кг.
- Малая кулеврина при калибре в 5 дюймов (130 мм) и длине ствола в 29 калибров (3,6 м) весила около 1800 кг. Ядро имело диаметр около 80 мм и весило 6,6 кг.

Большей лёгкостью отличались «побочные» (bastard), то есть лёгкие кулеврины, имевшие калибр в 100 мм, и стрелявшие ядрами весом в 3,1 кг и средние кулеврины (калибр 114 мм, вес ядра — 4,5 кг).
Вначале кулеврины перевозили к месту боя на телегах, затем устанавливали на козлы или специальный станок и далее использовали как стационарную огневую точку. В середине XV века появляется и получает широкое распространение колёсный лафет.
Стреляли по прямой траектории, причём дальность стрельбы ядрами варьировала от 320 до 1097 м. Использовались также на море, как корабельные орудия.

## В мировой культуре
- В историческом романе Виктора Гюго «Собор Парижской Богоматери» (1831) упоминается большая кулеврина с башни Бильи, «из которой в воскресенье 29 сентября 1465 года, во время осады Парижа, было убито одним ударом семь бургундцев»[1].
- Крупная осадная кулеврина фигурирует в популярном историческом романе польского писателя Генрика Сенкевича «Потоп» (1886), содержащем основанное не столько на документальных источниках, сколько на художественном вымысле автора описание исторической осады шведской армией Ясногорского монастыря в Ченстохове в ноябре-декабре 1655 года. Согласно Сенкевичу, главному герою романа хорунжему Оршанскому Анджею Кмицицу в ходе ночной вылазки удается подорвать это тяжёлое орудие, заложив в ствол заряд пороха. В реальности, шведский генерал Буркхард Мюллер под Ченстоховой располагал всего двумя сравнительно крупными 24-фунтовыми осадными пушками, одна из которых была заклёпана поляками; остальные шведские орудия были ещё меньше.
- Упоминается в историко-приключенческих романах Рафаэля Сабатини «Морской ястреб» (1915), «Чёрный лебедь» (1932) и др. при описании морских сражений с испанскими кораблями.